# Wright Model E
Il Wright Model E fu un aeroplano da esibizione e da corsa, costruito dalla Wright Company dei fratelli Wright e fatto volare per la prima volta nel 1913. Fu il primo velivolo progettato, costruito e provato in volo dopo la morte di Wilbur, che era avvenuta nel 1912.
Si trattava di un biplano monomotore monoposto con impennaggi in coda, caratterizzato da due ampie superfici verticali fisse di forma rettangolare che, collocate in testa all'aereo, fungevano da derive. Il Model E fu il primo aeroplano Wright a non essere dotato di due eliche controrotanti mosse dallo stesso propulsore: montava bensì una singola elica bipala, come di consueto in posizione spingente, con un diametro di 2,1 metri (7 piedi). Il motore poteva essere un 4 o un 6 cilindri in linea. L'aereo era dotato di un carrello d'atterraggio formato da due ruote di 60 centimetri di diametro.
A bordo di un Model E Orville Wright sperimentò un primitivo autopilota di sua concezione. Esso usava un pendolo e un generatore di elettricità messo in moto dal vento relativo per azionare i controlli dello svergolamento alare che regolava il rollio. Il sistema venne presto superato dall'autopilota giroscopico sviluppato dall'azienda Curtiss Aeroplane and Motor Company, concorrente della Wright Company; tuttavia il 31 dicembre 1913 Orville diede una significativa dimostrazione del funzionamento del suo "stabilizzatore automatico", volando in circolo per sette volte sopra il campo di volo di Huffman Prairie, presso Dayton, Ohio, mentre teneva le mani sulla testa. Questa dimostrazione gli valse il Collier Trophy del 1913, un premio messo in palio annualmente dalla National Aeronautic Association statunitense per i più importanti progressi tecnologici nel campo dell'aviazione.